# Станіслав Анчиц
Станіслав Анчиц (пол. Stanisław Anczyc; 5 травня 1868 — 2 лютого 1927) — науковець в галузі металознавства, та технології металів, інженер-механік, ректор Львівської політехніки (1915—1916).

## Біографія

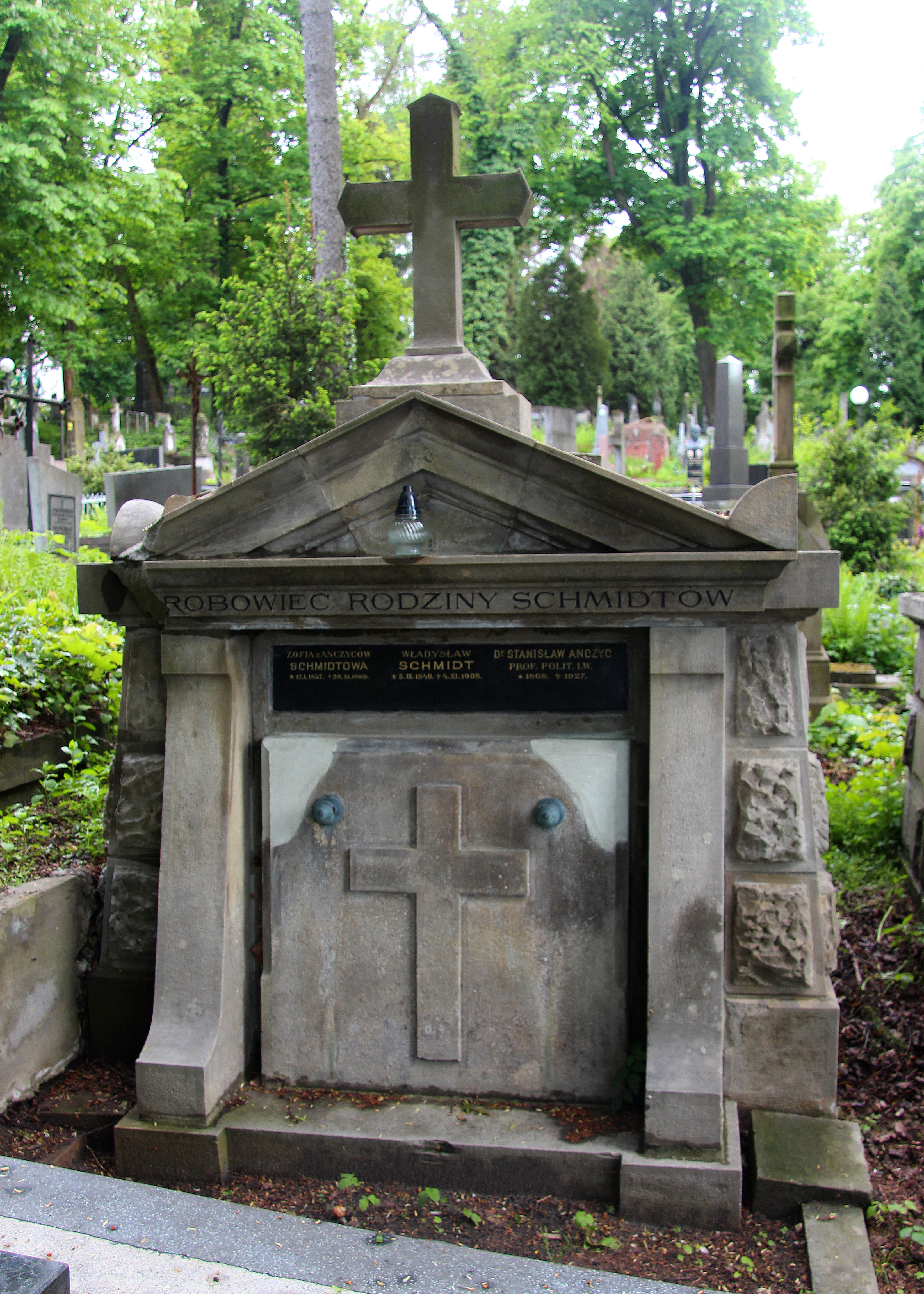

Народився у Варшаві в родині відомого письменника у 1868 році.
По закінченні середньої школи (1885) в Кракові вступив на відділ машинобудування до Львівської політехніки, котру закінчив з відзнакою у 1889 р. як інженер-механік. Після відбуття практики в м. Бєльську та військової служби на австрійському військовому морському флоті (1891) став працювати асистентом кафедри механічної технології. Спеціалізувався спочатку у ткацькому промислі.
З 1902 р. — доктор, професор механічної технології у державній Промисловій школі в Кракові.
З 1907 р. стажувався у політехніці Шарлотенбурґу, водночас працював у державному закладі досліджень матеріалів (у Ґросліхтенфельді). Повернувшись до Політехніки, у 1909 р. отримав звання професора механічної технології.
У 1914/15 — декан відділу машинобудування. Був засновником металографічної лабораторії, членом багатьох наукових і громадських організацій.
2 лютого 1927 року трагічно загинув на робочому місці внаслідок експерименту.
Похований на 60 полі Личаківського кладовища Львові.